# سبن (ريمة)
سبن هي إحدى قرى مديرية مزهر بمحافظة ريمة اليمنية، بلغ تعداد سكانها 1096 نسمة حسب إحصاء اليمن لعام 2004.